# Liste des députés de la XIe législature de la Chambre des députés (Tunisie)
La liste des députés de la XIe législature de la Chambre tunisienne des députés est subdivisée par circonscription électorale :

## Ariana
|  | Nom               | Parti                                      |
|  | ----------------- | ------------------------------------------ |
|  | Tijani Haddad     | Rassemblement constitutionnel démocratique |
|  | Aziza Hatira      | Rassemblement constitutionnel démocratique |
|  | Abou Bakr Zakhama | Rassemblement constitutionnel démocratique |
|  | Abdallah Chebbi   | Rassemblement constitutionnel démocratique |
|  | Saïda Agrebi      | Rassemblement constitutionnel démocratique |
|  | Kamel Chergui     | Rassemblement constitutionnel démocratique |
|  | Samira Chaouachi  | Parti de l'unité populaire                 |
|  | Ahmed Ghandour    | Union démocratique unioniste               |

## Béja
|  | Nom                  | Parti                                      |
|  | -------------------- | ------------------------------------------ |
|  | Mohamed Hédi Jelassi | Rassemblement constitutionnel démocratique |
|  | Mohamed Ben Yahia    | Rassemblement constitutionnel démocratique |
|  | Raja Fathallah       | Rassemblement constitutionnel démocratique |
|  | Sahbi Soltani        | Rassemblement constitutionnel démocratique |
|  | Mustapha Mansouri    | Rassemblement constitutionnel démocratique |
|  | Khadija Mbazaïa      | Parti de l'unité populaire                 |

## Ben Arous
|  | Nom                   | Parti                                      |
|  | --------------------- | ------------------------------------------ |
|  | Abdellatif Ben Mekki  | Rassemblement constitutionnel démocratique |
|  | Chadli Borji          | Rassemblement constitutionnel démocratique |
|  | Abdallah Abab         | Rassemblement constitutionnel démocratique |
|  | Mohamed Aouini        | Rassemblement constitutionnel démocratique |
|  | Aouatef Boughnim      | Rassemblement constitutionnel démocratique |
|  | Mounira Aouididi      | Rassemblement constitutionnel démocratique |
|  | Youssef Ben Agha      | Rassemblement constitutionnel démocratique |
|  | Mohamed Monji Ketlane | Mouvement des démocrates socialistes       |

## Bizerte
|  | Nom                        | Parti                                      |
|  | -------------------------- | ------------------------------------------ |
|  | Charfeddine Guellouz       | Rassemblement constitutionnel démocratique |
|  | Saïd Tahar Lassoued        | Rassemblement constitutionnel démocratique |
|  | Zoulikha Guellouz Belkahia | Rassemblement constitutionnel démocratique |
|  | Noureddine Bejaoui         | Rassemblement constitutionnel démocratique |
|  | Kamel Dhaouadi             | Rassemblement constitutionnel démocratique |
|  | Mansour Guissouma          | Rassemblement constitutionnel démocratique |
|  | Hafedh Sahbani             | Rassemblement constitutionnel démocratique |
|  | Khalifa Aniba Ben Deya     | Rassemblement constitutionnel démocratique |
|  | Noureddine Tarhouni        | Mouvement Ettajdid                         |

## Gabès
|  | Nom                  | Parti                                      |
|  | -------------------- | ------------------------------------------ |
|  | Tahar Messaoudi      | Rassemblement constitutionnel démocratique |
|  | Hédi Chaïr           | Rassemblement constitutionnel démocratique |
|  | Chedlia Boukchina    | Rassemblement constitutionnel démocratique |
|  | Ibrahim Faouzi Touil | Rassemblement constitutionnel démocratique |
|  | Ezzedine Smiti       | Rassemblement constitutionnel démocratique |
|  | Aroussi Nalouti      | Mouvement des démocrates socialistes       |
|  | Zouhair Haj Salem    | Parti de l'unité populaire                 |

## Gafsa
|  | Nom                       | Parti                                      |
|  | ------------------------- | ------------------------------------------ |
|  | Mohamed Khereddine Khaled | Rassemblement constitutionnel démocratique |
|  | Amara Abbassi             | Rassemblement constitutionnel démocratique |
|  | Ali Mabrouk               | Rassemblement constitutionnel démocratique |
|  | Faouzia Khaldi            | Rassemblement constitutionnel démocratique |
|  | Menaouer Khemila          | Rassemblement constitutionnel démocratique |
|  | Mohamed Rached Belkadhi   | Mouvement des démocrates socialistes       |

## Jendouba
|  | Nom                  | Parti                                      |
|  | -------------------- | ------------------------------------------ |
|  | Moncef Balti         | Rassemblement constitutionnel démocratique |
|  | Hafidh Rahoui        | Rassemblement constitutionnel démocratique |
|  | Néji Mouihbi         | Rassemblement constitutionnel démocratique |
|  | Raja Klaï            | Rassemblement constitutionnel démocratique |
|  | Mohamed Mouldi Ayari | Rassemblement constitutionnel démocratique |
|  | Néjib Attafi         | Rassemblement constitutionnel démocratique |
|  | Chérifa Elabidli     | Rassemblement constitutionnel démocratique |
|  | Taieb Mohsni         | Mouvement des démocrates socialistes       |
|  | Ahmed Inoubli        | Union démocratique unioniste               |

## Kairouan
|  | Nom                   | Parti                                      |
|  | --------------------- | ------------------------------------------ |
|  | Mohamed Hachemi Amri  | Rassemblement constitutionnel démocratique |
|  | Mohsen Temimi         | Rassemblement constitutionnel démocratique |
|  | Faouzia Chakroun Abid | Rassemblement constitutionnel démocratique |
|  | Hamda Knani           | Rassemblement constitutionnel démocratique |
|  | Slaheddine Boujah     | Rassemblement constitutionnel démocratique |
|  | Fethi Ferjaoui        | Rassemblement constitutionnel démocratique |
|  | Amara Makhloufi       | Rassemblement constitutionnel démocratique |
|  | Khereddine Dhahbi     | Rassemblement constitutionnel démocratique |
|  | Arem Rayachi          | Rassemblement constitutionnel démocratique |
|  | Mokhtar Ainoussi      | Mouvement des démocrates socialistes       |

## Kasserine
|  | Nom                  | Parti                                      |
|  | -------------------- | ------------------------------------------ |
|  | Habib Rabhi          | Rassemblement constitutionnel démocratique |
|  | Mohamed Kamel Khelfi | Rassemblement constitutionnel démocratique |
|  | Maammar Harhouri     | Rassemblement constitutionnel démocratique |
|  | Habib Belgacemi      | Rassemblement constitutionnel démocratique |
|  | Abdelaziz Chaabani   | Rassemblement constitutionnel démocratique |
|  | Amel Jeliti          | Rassemblement constitutionnel démocratique |
|  | Manoubia Ghodhbani   | Rassemblement constitutionnel démocratique |

## Kébili
|  | Nom                       | Parti                                      |
|  | ------------------------- | ------------------------------------------ |
|  | Mohamed Sghaïer Montassar | Rassemblement constitutionnel démocratique |
|  | Faouzi Ben Hamed          | Rassemblement constitutionnel démocratique |
|  | Abdelkarim Omor           | Union démocratique unioniste               |

## Le Kef
|  | Nom                  | Parti                                      |
|  | -------------------- | ------------------------------------------ |
|  | Abderrahmen Bouhrizi | Rassemblement constitutionnel démocratique |
|  | Ridha Bouajina       | Rassemblement constitutionnel démocratique |
|  | Mohieddine Sellami   | Rassemblement constitutionnel démocratique |
|  | Younès Abrougui      | Rassemblement constitutionnel démocratique |
|  | Mongi Khammassi      | Parti social-libéral                       |
|  | Abdelmalek Abidi     | Union démocratique unioniste               |

## Mahdia
|  | Nom                 | Parti                                      |
|  | ------------------- | ------------------------------------------ |
|  | Youssef Remadi      | Rassemblement constitutionnel démocratique |
|  | Ameur Ben Abdallah  | Rassemblement constitutionnel démocratique |
|  | Mabrouk Aouini      | Rassemblement constitutionnel démocratique |
|  | Mohamed Ben Saïd    | Rassemblement constitutionnel démocratique |
|  | Nebiha Abid         | Rassemblement constitutionnel démocratique |
|  | Abderrazak Ghezayel | Rassemblement constitutionnel démocratique |
|  | Zeineb Ben Zakkour  | Mouvement des démocrates socialistes       |
|  | Khaled Ben Mansour  | Parti de l'unité populaire                 |

## La Manouba
|  | Nom                 | Parti                                      |
|  | ------------------- | ------------------------------------------ |
|  | Mohamed Souayah     | Rassemblement constitutionnel démocratique |
|  | Ali Slama           | Rassemblement constitutionnel démocratique |
|  | Salah Taberki       | Rassemblement constitutionnel démocratique |
|  | Monia Derouiche     | Rassemblement constitutionnel démocratique |
|  | Mustapha Madini     | Rassemblement constitutionnel démocratique |
|  | Abdelhamid Yaâcoubi | Mouvement des démocrates socialistes       |
|  | Abdelhamid Mosbah   | Parti de l'unité populaire                 |

## Médenine
|  | Nom                | Parti                                      |
|  | ------------------ | ------------------------------------------ |
|  | Habiba Massâabi    | Rassemblement constitutionnel démocratique |
|  | Abdallah Lounissi  | Rassemblement constitutionnel démocratique |
|  | Maha Belhouchet    | Rassemblement constitutionnel démocratique |
|  | Mahmoud Ismaïl     | Rassemblement constitutionnel démocratique |
|  | El Kouni Chendoul  | Rassemblement constitutionnel démocratique |
|  | Habib Aouida       | Rassemblement constitutionnel démocratique |
|  | Tahar Gaâloul      | Rassemblement constitutionnel démocratique |
|  | Ahmed Zegdane      | Mouvement des démocrates socialistes       |
|  | Mustapha Bouaouaja | Parti de l'unité populaire                 |

## Monastir
|  | Nom                         | Parti                                      |
|  | --------------------------- | ------------------------------------------ |
|  | Ameur Bnouni                | Rassemblement constitutionnel démocratique |
|  | Amor Haj Salah              | Rassemblement constitutionnel démocratique |
|  | Farhat Bayoudh              | Rassemblement constitutionnel démocratique |
|  | Hachemi Maâlel              | Rassemblement constitutionnel démocratique |
|  | Bchira Hassayoune Belkhiria | Rassemblement constitutionnel démocratique |
|  | Hatem Essoussi              | Rassemblement constitutionnel démocratique |
|  | Faten Ben Amor              | Rassemblement constitutionnel démocratique |
|  | Brahim Touir                | Mouvement des démocrates socialistes       |

## Nabeul
|  | Nom                        | Parti                                      |
|  | -------------------------- | ------------------------------------------ |
|  | Abdelbaki Bacha            | Rassemblement constitutionnel démocratique |
|  | Thameur Saâd               | Rassemblement constitutionnel démocratique |
|  | Khira Lagha Ben Fadhl      | Rassemblement constitutionnel démocratique |
|  | Abdelkader Haddad          | Rassemblement constitutionnel démocratique |
|  | Afifa Salah Ghanmi         | Rassemblement constitutionnel démocratique |
|  | Sihem Tira                 | Rassemblement constitutionnel démocratique |
|  | Ali Ben Taleb              | Rassemblement constitutionnel démocratique |
|  | Kamel Boujbel              | Rassemblement constitutionnel démocratique |
|  | Faouzi Ben Jedira          | Rassemblement constitutionnel démocratique |
|  | Mahmoud Karoui             | Rassemblement constitutionnel démocratique |
|  | Mohamed Essahbi Bouderbala | Mouvement des démocrates socialistes       |

## Sfax 1
|  | Nom                       | Parti                                      |
|  | ------------------------- | ------------------------------------------ |
|  | Foued Gargouri            | Rassemblement constitutionnel démocratique |
|  | Aissa Tahari              | Rassemblement constitutionnel démocratique |
|  | Cherifa Ellouzi Ben Jemâa | Rassemblement constitutionnel démocratique |
|  | Ali Ben Aoun              | Rassemblement constitutionnel démocratique |
|  | Jamel Toumi               | Rassemblement constitutionnel démocratique |
|  | Nabila Kallel Gouiâa      | Rassemblement constitutionnel démocratique |
|  | Mounir Ayadi              | Parti de l'unité populaire                 |
|  | Thameur Driss             | Mouvement Ettajdid                         |

## Sfax 2
|  | Nom                     | Parti                                      |
|  | ----------------------- | ------------------------------------------ |
|  | Moncef Abdelhedi        | Rassemblement constitutionnel démocratique |
|  | Tahar Kammoun           | Rassemblement constitutionnel démocratique |
|  | Amel Ben Jemaâ Ben Daly | Rassemblement constitutionnel démocratique |
|  | Abdesselam Affes        | Rassemblement constitutionnel démocratique |
|  | Emna Ben Arab           | Rassemblement constitutionnel démocratique |
|  | Abdeljaoued Mghaieth    | Rassemblement constitutionnel démocratique |
|  | Farh Souid              | Rassemblement constitutionnel démocratique |
|  | Souheil Bahri           | Parti de l'unité populaire                 |

## Sidi Bouzid
|  | Nom                   | Parti                                      |
|  | --------------------- | ------------------------------------------ |
|  | Lazhar Dhifi          | Rassemblement constitutionnel démocratique |
|  | Amara Boumaïza Brahmi | Rassemblement constitutionnel démocratique |
|  | Baya Messaoudi        | Rassemblement constitutionnel démocratique |
|  | Sondos Aouiti         | Rassemblement constitutionnel démocratique |
|  | Abderrazak Dhay       | Rassemblement constitutionnel démocratique |
|  | Mouldi Saïdi          | Rassemblement constitutionnel démocratique |
|  | Hechmi Salhi          | Parti de l'unité populaire                 |

## Siliana
|  | Nom                   | Parti                                      |
|  | --------------------- | ------------------------------------------ |
|  | Mohamed Hédi Oueslati | Rassemblement constitutionnel démocratique |
|  | Salah Toumi           | Rassemblement constitutionnel démocratique |
|  | Mohamed Jouini        | Mouvement des démocrates socialistes       |
|  | Najoua Abdelmalek     | Rassemblement constitutionnel démocratique |
|  | Mohamed Riahi         | Mouvement des démocrates socialistes       |
|  | Moufida Abdelli       | Union démocratique unioniste               |

## Sousse
|  | Nom                   | Parti                                      |
|  | --------------------- | ------------------------------------------ |
|  | Sahbi Karoui          | Rassemblement constitutionnel démocratique |
|  | Mohamed Habib El Behi | Rassemblement constitutionnel démocratique |
|  | Ridha Bouargoub       | Rassemblement constitutionnel démocratique |
|  | Aïda Morjane Chemsi   | Rassemblement constitutionnel démocratique |
|  | Ahmed Saïdi           | Rassemblement constitutionnel démocratique |
|  | Samira Bïzig Slama    | Rassemblement constitutionnel démocratique |
|  | Abdelkader Fradi      | Rassemblement constitutionnel démocratique |
|  | Nassima Ghannouchi    | Mouvement des démocrates socialistes       |
|  | Taoufik Bouhlel       | Parti de l'unité populaire                 |

## Tataouine
|  | Nom                | Parti                                      |
|  | ------------------ | ------------------------------------------ |
|  | Youssef Karoui     | Rassemblement constitutionnel démocratique |
|  | Ali Belgacem Jedïa | Rassemblement constitutionnel démocratique |
|  | Ridha Ben Hassine  | Mouvement des démocrates socialistes       |

## Tozeur
|  | Nom             | Parti                                      |
|  | --------------- | ------------------------------------------ |
|  | Ali Hafsi Jeddi | Rassemblement constitutionnel démocratique |
|  | Tabaï El Gafsi  | Rassemblement constitutionnel démocratique |

## Tunis 1
|  | Nom                  | Parti                                      |
|  | -------------------- | ------------------------------------------ |
|  | Fouad Mebazaa        | Rassemblement constitutionnel démocratique |
|  | Hédi Djilani         | Rassemblement constitutionnel démocratique |
|  | Mohamed Habib Thamer | Rassemblement constitutionnel démocratique |
|  | Mohamed Dami         | Rassemblement constitutionnel démocratique |
|  | Najoua Miladi        | Rassemblement constitutionnel démocratique |
|  | Naceur Chouayakh     | Rassemblement constitutionnel démocratique |
|  | Radhia Ben Soltane   | Rassemblement constitutionnel démocratique |
|  | Néji Jarrahi         | Rassemblement constitutionnel démocratique |
|  | Ammar Zoghlami       | Union démocratique unioniste               |
|  | Mohamed Raja Litaiem | Mouvement des démocrates socialistes       |
|  | Hichem Haji          | Parti de l'unité populaire                 |

## Tunis 2
|  | Nom                      | Parti                                      |
|  | ------------------------ | ------------------------------------------ |
|  | Mohamed Afif Chiboub     | Rassemblement constitutionnel démocratique |
|  | Béchir Mejdoub           | Rassemblement constitutionnel démocratique |
|  | Saloua Terzi Ben Ataya   | Rassemblement constitutionnel démocratique |
|  | Najet Trabelsi           | Rassemblement constitutionnel démocratique |
|  | Houda Bizid              | Rassemblement constitutionnel démocratique |
|  | Néjib Berriche           | Rassemblement constitutionnel démocratique |
|  | Mohamed Fadhel Mouelhi   | Rassemblement constitutionnel démocratique |
|  | Ismaïl Boulahya          | Mouvement des démocrates socialistes       |
|  | Jamil Saïdi              | Parti social-libéral                       |
|  | Mohamed Mostafa Yahyaoui | Union démocratique unioniste               |

## Zaghouan
|  | Nom              | Parti                                      |
|  | ---------------- | ------------------------------------------ |
|  | Khaled Ben Tahar | Rassemblement constitutionnel démocratique |
|  | Hamouda Trabelsi | Rassemblement constitutionnel démocratique |
|  | Adel Chaouch     | Mouvement Ettajdid                         |